# 小花磨盘草
小花磨盘草（学名：Abutilon guineense var. forrestii）为锦葵科苘麻属下的一个变种。

## 扩展阅读
- 維基物種上的相關：小花磨盘草